# NGC 7826
NGC 7826 (другое обозначение — ESO 538-**19) — группа звёзд в созвездии Кит.
Этот объект входит в число перечисленных в оригинальной редакции «Нового общего каталога».